# Bausén
Bausén (oficialmente en occitano: Bausen) es un municipio español situado en el extremo noroccidental de la comarca del Valle de Arán, en la provincia de Lérida, comunidad autónoma de Cataluña. Se encuentra a orillas del río Garona y junto a la frontera francesa, siendo el municipio más septentrional de la provincia leridana y de toda Cataluña. Incluye el antiguo puesto fronterizo del Puente del Rey. Es uno de los municipios que mejor ha sabido conservar la arquitectura aranesa, y de los pocos que no han sido alterados por urbanizaciones.

## Geografía humana

### Demografía
Cuenta con una población de 60 habitantes (INE 2024).
| Gráfica de evolución demográfica de Bausen entre 1842 y 2021                                                          |
| |
| Población de derecho según los censos de población del INE. Población de hecho según los censos de población del INE. |

| 1900 | 1930 | 1950 | 1970 | 1981 | 1986 | 1990 | 1996 | 2000 | 2006 | 2017 |
| ---- | ---- | ---- | ---- | ---- | ---- | ---- | ---- | ---- | ---- | ---- |
| 370  | 295  | 178  | 90   | 79   | 63   | 63   | 70   | 62   | 52   | 67   |

## Símbolos
El escudo de Bausén no ha sido oficializado hasta ahora. Según Armand de Fluvià, en Gran geografía comarcal de Cataluña, tendría el siguiente blasonamiento: Escudo embaldosado: de gules, dos llaves pasadas en aspa con los dientes abajo y mirando hacia fuera, la de oro en banda y por encima de la de plata en barra. Por timbre, una corona mural de pueblo. Se trata de un escudo usado ya en el siglo XIX, con las llaves de San Pedro, patrón de la localidad.

## Geografía
Bausén limita con los municipios españoles de Lés en el sur, y Caneján al este; y con las poblaciones francesas de Artigue y Gouaux-de-Luchon al oeste, Arlos y Fos al norte.
La carretera circula junto a la rivera del río Garona. La localidad principal está bañada por el río Bausén, y se encuentra en una zona muy montañosa, con mucha roca granítica y afloramientos silúricos; en la parte más elevada se encuentran pequeños lagos de origen glaciar. También destacan sus bosques de abetos y hayas.
En el municipio está el bosque de Carlac, con hayas y varios riachuelos.

## Economía
Los principales sectores de ocupación de la población son la ganadería y la explotación forestal, junto con el sector servicios.
El municipio cuenta también con una central hidroeléctrica.

## Historia
En 1770 sufrió un gran incendio que obligó a sus habitantes a reconstruir el pueblo casi por completo. De las ruinas del incendio queda aún en pie la iglesia de San Pedro ad Vincula, del siglo XVIII.

## Monumentos y lugares de interés
- Iglesia de San Pedro ad Vincula: fue construida en el siglo XVIII, y junto al portal renacentista hay un fragmento de estela cineraria romana de mármol oscuro.
- La capilla de San Roque.
- Cementerio de Teresa: el único civil del Valle de Arán construido para albergar la tumba de una habitante del pueblo que, debido al impedimento de su matrimonio religioso con su primo, no pudo ser enterrada en el cementerio católico.